# Allostigma guangxiense
Allostigma es un género monotípico de plantas  perteneciente a la familia Gesneriaceae. Su única especie: Allostigma guangxiense W.T.Wang, es originaria de China en las colinas calizas de Guangxi.

## Descripción
Es una planta herbácea cuyos tallos alcanzan los 42 cm de altura, cubiertos de largos pelos de color gris a marrón. Las hojas son desiguales; con pecíolo de 1-4,5 cm; limbo oblicuo, ovadas a elípticas, de 5-8 cm de 6,5-15 cm, puberulentas , ápice agudo a acuminado. Pedúnculada, vellosa ; con brácteas lineales de 3-5,5 mm , pubescentes . El fruto es una cápsula de 4 cm de longitud. Florece y fructifica en septiembre.

## Taxonomía
Allostigma guangxiense fue descrita por   Wen Tsai Wang   y publicado en Acta Phytotaxonomica Sínica 22 (3): 187-188, pl. 1. 1984.
Etimología
Allostigma: nombre genérico que proviene de las palabras griegas αλλος [alos] = ‘diverso’, ‘diferente’, y στιγμα [stigma] = ‘estigma’, aludiendo al estigma con dos lóbulos desiguales.
guangxiense: epíteto geográfico que se refiere a su lugar de origen en Guangxi.